# Paral·lel 64° nord
El paral·lel 64° nord és una línia de latitud que es troba a 64 graus nord de la línia equatorial terrestre. Travessa Europa, Àsia, l'Oceà Pacífic, Amèrica del Nord l'oceà Atlàntic.

## Geografia
En el sistema geodèsic WGS84, al nivell de 64° de latitud nord, un grau de longitud equival a 48,932 km; la longitud total del paral·lel és de 17.615 km, que és aproximadament 44,0% de la de l'equador, del que es troba a 7.100 km i a 2.902 km del pol Nord
Com tots els altres paral·lels a part de l'equador, el paral·lel 64° nord no és un cercle màxim i no és la distància més curta entre dos punts, fins i tot si es troben al mateix latitud. Per exemple, seguint el paral·lel, la distància recorreguda entre dos punts de longitud oposada és 8.808 km; després d'un cercle màxim (que passa pel Pol Nord), només és 5.804 km.

## Durada del dia
En aquesta latitud, el sol és visible durant 21 hores i 1 minuts a l'estiu, i 4 hores i 12 minuts en solstici d'hivern.

## Arreu del món
Començant al meridià de Greenwich i dirigint-se cap a l'est, el paral·lel 64º passa per:
| Coordenades                               | País, territori o mar  | Notes                                  |
| ----------------------------------------- | ---------------------- | -------------------------------------- |
| 64° 0′ N, 0° 0′ E / 64.000°N,0.000°E      | Oceà Atlàntic          | Mar de Noruega                         |
| 64° 0′ N, 10° 0′ E / 64.000°N,10.000°E    | Noruega                | Passa a través de Steinkjer            |
| 64° 0′ N, 12° 45′ E / 64.000°N,12.750°E   | Suècia                 | Passa al nord de Umeå                  |
| 64° 0′ N, 20° 55′ E / 64.000°N,20.917°E   | Mar Bàltic             | Golf de Bòtnia                         |
| 64° 0′ N, 23° 23′ E / 64.000°N,23.383°E   | Finlàndia              |                                        |
| 64° 0′ N, 30° 28′ E / 64.000°N,30.467°E   | Rússia                 |                                        |
| 64° 0′ N, 36° 15′ E / 64.000°N,36.250°E   | Mar Blanc              | Badia d'Onega                          |
| 64° 0′ N, 38° 4′ E / 64.000°N,38.067°E    | Rússia                 |                                        |
| 64° 0′ N, 178° 40′ E / 64.000°N,178.667°E | Mar de Bering          |                                        |
| 64° 0′ N, 160° 54′ O / 64.000°N,160.900°O | Estats Units           | Alaska                                 |
| 64° 0′ N, 141° 0′ O / 64.000°N,141.000°O  | Canadà                 | Yukon Territoris del Nord-oest Nunavut |
| 64° 0′ N, 88° 41′ O / 64.000°N,88.683°O   | Estret de Roes Welcome |                                        |
| 64° 0′ N, 86° 34′ O / 64.000°N,86.567°O   | Canadà                 | Nunavut – illa Southampton             |
| 64° 0′ N, 83° 40′ O / 64.000°N,83.667°O   | South Bay              |                                        |
| 64° 0′ N, 83° 9′ O / 64.000°N,83.150°O    | Canadà                 | Nunavut – illa Southampton             |
| 64° 0′ N, 80° 36′ O / 64.000°N,80.600°O   | Canal de Foxe          |                                        |
| 64° 0′ N, 78° 2′ O / 64.000°N,78.033°O    | Canadà                 | Nunavut – Illa Mill i illes veïnes     |
| 64° 0′ N, 77° 30′ O / 64.000°N,77.500°O   | Estret de Hudson       |                                        |
| 64° 0′ N, 72° 44′ O / 64.000°N,72.733°O   | Canadà                 | Nunavut – Illa de Baffin               |
| 64° 0′ N, 64° 40′ O / 64.000°N,64.667°O   | Estret de Davis        |                                        |
| 64° 0′ N, 51° 43′ O / 64.000°N,51.717°O   | Groenlàndia            | Qagssissagdlit                         |
| 64° 0′ N, 41° 0′ O / 64.000°N,41.000°O    | Groenlàndia            | Odinland                               |
| 64° 0′ N, 40° 38′ O / 64.000°N,40.633°O   | Oceà Atlàntic          |                                        |
| 64° 0′ N, 22° 43′ O / 64.000°N,22.717°O   | Islàndia               | Passa al sud de Reykjavík              |
| 64° 0′ N, 16° 17′ O / 64.000°N,16.283°O   | Oceà Atlàntic          |                                        |